# ネレイド (衛星)
ネレイド (Neptune II Nereid) は、海王星の第2衛星である。トリトンに次いで2番目に発見された海王星の衛星であり、極端な楕円軌道で公転している。

## 発見と命名
ネレイドは、1949年5月1日にジェラルド・カイパーによって発見された。彼はマクドナルド天文台の 82 インチ望遠鏡を用いて観測した写真乾板から、海王星の付近に写る天体を発見した。発見を報告する論文の中で Neptune II という呼称を用いており、またこの衛星に対してネレイドという名称を提案している。この名前はギリシア神話の海の精ネレイデスに由来する。
ネレイドはトリトンに次いで2番目に発見された海王星の衛星であり、1989年にボイジャー2号が海王星に到達するまでに存在が確認された最後の衛星である。ただしラリッサはボイジャー2号到達前の1981年に掩蔽観測によって一度だけ検出されているが、衛星であると確定したのはボイジャー2号による再発見の後である。

## 軌道と自転
ネレイドは順行軌道で海王星をほぼ1年の周期で公転しており、海王星との平均距離はおよそ551万 km である。しかし軌道離心率が0.7507と非常に大きい極端な楕円軌道で公転しているため、海王星に最も接近した際の距離はおよそ137万 km、最も離れた際はおよそ966万 km と大きく変化する。軌道が分かっている太陽系内の衛星の中では最も軌道離心率が大きい (衛星以外の天体では、軌道離心率が 0.86 のセドナなどの例がある)。
このような変わった軌道を持つことから、ネレイドは海王星に捕獲された小惑星かカイパーベルト天体であるか、あるいは海王星最大の衛星トリトンが捕獲された際に軌道を大きく乱されたかつての内衛星である可能性が示唆されている。

海王星を周回するネレイドの軌道。極端な楕円軌道であることがわかる

1991年の観測では、ネレイドの光度曲線の解析から自転周期はおよそ13.6時間と推定されている。2003年の別の観測では、11.52 ± 0.14 時間という異なる自転周期が測定されている。しかしこの測定には後に否定的な見解が示され、別の研究者による地上からのネレイドの光度曲線の観測からは、明確な周期性は見出だせなかったという報告がなされている。これにより、ネレイドが歳差運動によって自転周期が変化しているか、あるいは潮汐力の影響でカオス的な自転をしていることが示唆された。不規則回転している天体の例としては、土星の衛星ヒペリオンがある。
しかし2016年のケプラーを用いた観測では、11.594 ± 0.017 時間の明確な自転周期が測定されており、さらにネレイドが潮汐力によって強制的に歳差運動を起こされるほど細長い形状をしていないことも明らかになった。

## 物理的特徴

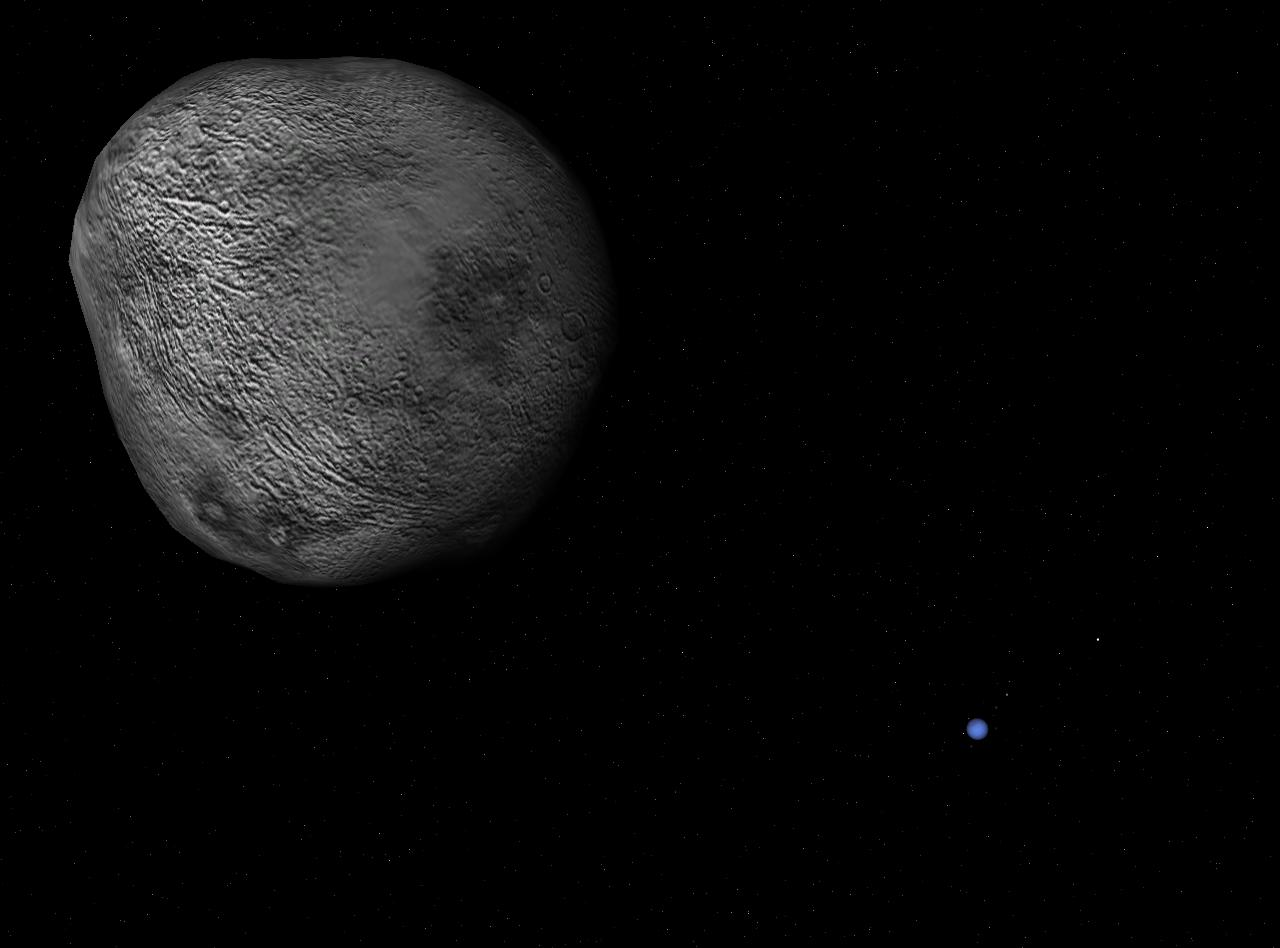
ネレイドのCG。

ネレイドは、海王星の衛星の中ではトリトン、プロテウスに続いて3番目に大きく、平均半径はおよそ 170 km である。これは不規則衛星としてはかなり大きいサイズである。
ネレイドの詳細な形状は分かっていない。1987年以降に行われた地上からの測光観測ではネレイドは等級にして1程度の大きな明るさの変動を見せ、それは数年や数ヶ月にわたって発生することもあれは、数日程度で発生することもあることが報告された。また、干渉性後方散乱に起因する衝効果も観測されている。しかし、この明るさの変動は全ての観測で同様に見つかっているわけではなく、自転がカオス的であることを示唆しているとされた。ネレイドが海王星からの潮汐力が強制力となった歳差運動を起こしている場合は、地球から見た平均のアルベドや断面積が観測のタイミングによって変化するため、このような不規則な光度変化を起こしうる。そのためには、ネレイドの形状の長軸と短軸の比は 1.9:1 かそれ以上という、非常に細長い形状をしている必要があることが示唆された。
しかし、2016年にケプラーを用いてネレイドの観測が行われた際は異なる結果が報告されている。ケプラーは系外惑星のトランジットを検出することを主目的とした宇宙機だが、K2ミッションでは黄道面の観測を行っていたため海王星もその観測視野に入っていた。ケプラーの観測ではネレイドの光度変化は等級にしてわずか0.033と小さく、長軸と短軸の比は最大で 1.3:1 程度と小さいことが示唆された。さらにスピッツァー宇宙望遠鏡とハーシェル宇宙望遠鏡を用いた赤外線観測に基づく熱モデルからも、ネレイドの長軸と短軸の比の上限が 1.3:1 であることが示された。これはネレイドが非常に細長い形状をしているという過去の測定を否定するものであり、またこの軸比では潮汐力を強制力とした歳差運動を起こせないことが指摘された。この熱モデルではネレイドの表面は非常に粗くクレーターが多いことを示唆しており、これは土星の衛星ヒペリオンに類似している。
ネレイドのスペクトルは灰色であり、表面には水の氷が検出されている。スペクトルは天王星の衛星チタニアとウンブリエルの中間程度であり、ネレイドの表面は水氷とスペクトル的に中間色を示す物質の混合物で構成されていることを示唆している。このスペクトルは外部太陽系の小惑星、ケンタウルス族のフォルス、キロン、カリクローとは大きく異なっており、ネレイドは捕獲された天体ではなく海王星の周りで形成された天体である可能性が高いことを示唆している。より外側を公転する衛星ハリメデは色が似ており、ネレイドの破片ではないかとも考えられている。

## 探査
ネレイドに接近観測した探査機はボイジャー2号のみである。1989年4月20日から8月19日の間に 4,700,000 km の距離にまで接近した。ボイジャー2号はこの間に83枚のネレイドの画像を取得し、その観測精度は 70 km から 800 km であった。ボイジャー2号到達以前のネレイドの観測は地上からに限られており、その明るさと軌道要素しか明らかになっていなかった。ボイジャー2号の観測で得られた画像は表面の特徴を識別できるほどの十分な解像度ではなかったものの、ネレイドの大きさを測定することには成功し、灰色の表面を持ち、海王星の他の小さい衛星よりも高いアルベドを持つことも明らかになった。